# 伊藤長七
伊藤長七（いとう ちょうしち、1877年4月13日 - 1930年4月19日）は、日本の教育者。東京府立第五中学校（現・小石川中等教育学校）の初代校長として大正自由教育運動（欧米では「新教育運動」）を担い、当時としては画期的な教育を次々と打ち出した型破りの教育者として知られる。

## 生涯

### 生い立ち

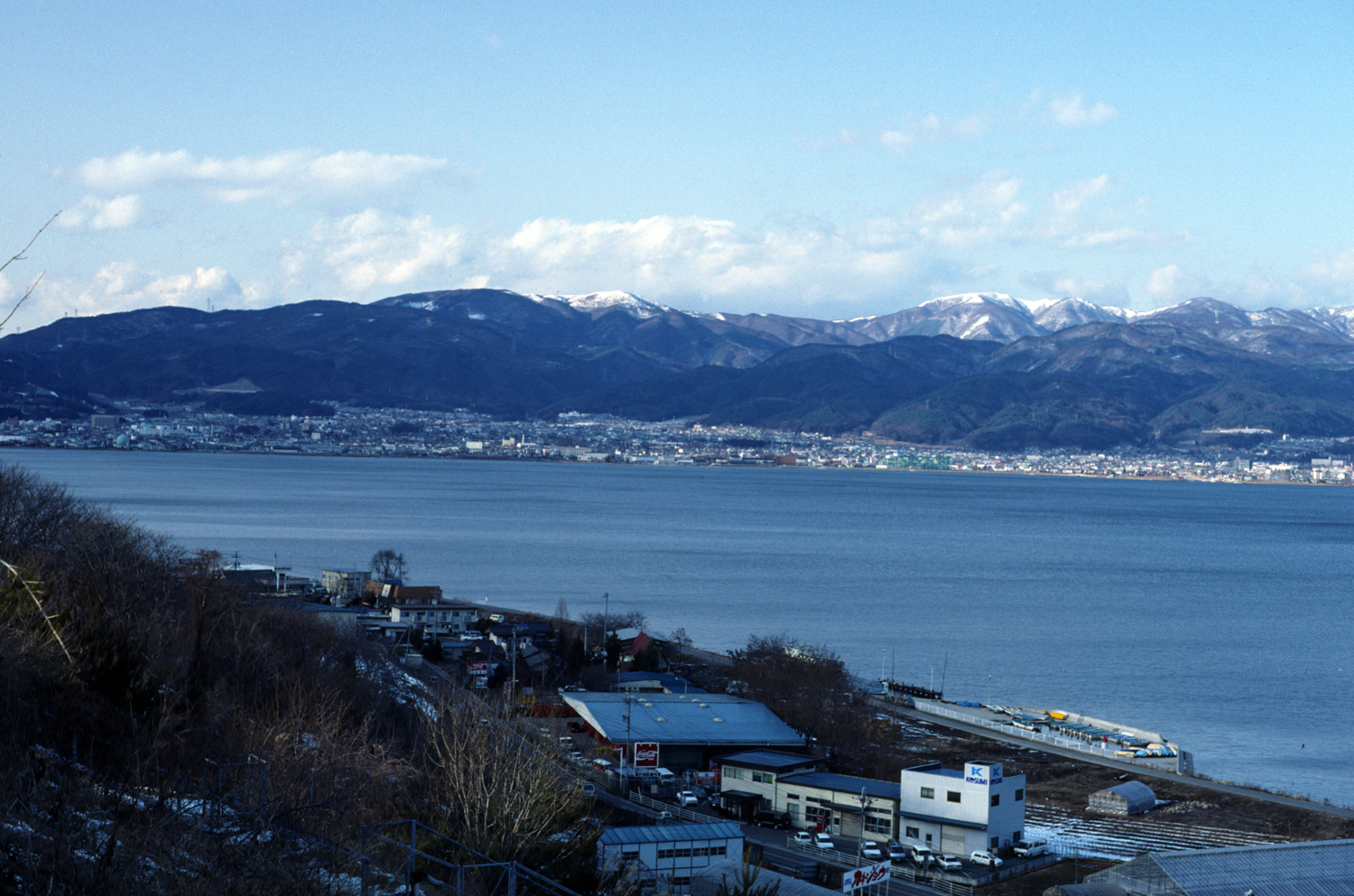
伊藤長七の生まれ育った諏訪

明治10年（1877年）4月13日、長野県諏訪郡四賀村五八五七番地（現・諏訪市四賀普門寺）で、富農の伊藤孫右衛門の三男として生まれる。母は河西兵四郎の長女・りか。長七が3歳のときに母が死去したため、祖母のなかに育てられた。
幼少より神童と囃され、入学年齢よりも1年早く就学した。上桑原学校初等科を経て、1888年、郡立諏訪高等小学校3年に編入。同級生に矢島音次、島木赤彦、三沢背山らがいた。長七はそこで、儒学に精通する三輪三吉の教えを受けた。後の回想記において、高等小学校時代を「当年の日本教育界にあって天下一品ではなかっただろうか」と振り返っている。
1890年、高等小学校卒業後に、諏訪郡育英会（後の長野県諏訪清陵高等学校・附属中学校の前身母体）に二回生として入学。高等小学校の級友であった矢島音次、島木赤彦、三沢背山とは引き続き同級であった。
育英会卒業後、1891年より3年間、授業生（後の代用教員）として四賀小学校、高島小学校で教師の補助を務めた。
1894年、長野県尋常師範学校（現信州大学教育学部）に諏訪郡の薦挙生として入学。同級生に矢島音次、島木赤彦、太田水穂などがいた。また、後輩で同じ諏訪郡四賀村出身の北沢種一とも交友があった。長七はこの頃より、当時の教育界の保守的な風潮や形式的教育を批判し、教育革新運動に傾倒していく。学内では教育革新の声を挙げる第一人者と目され、師範の学友会の会合では、小学校長を招き、面前で旧式教育や教育界の停滞を痛烈に批判した。長七の教育思想の源流が、師範学校時代に確立していった。親友であった太田水穂は、当時の長七について「片手には藤村の詩を携え、片手にはヘルバルトの教育書を抱え、詩歌の心を辿りながら、吾等の一団はいつのまにか教育の改革を叫びつつ合った。」と語っている。

### 諏訪・小諸での教育実践と対立

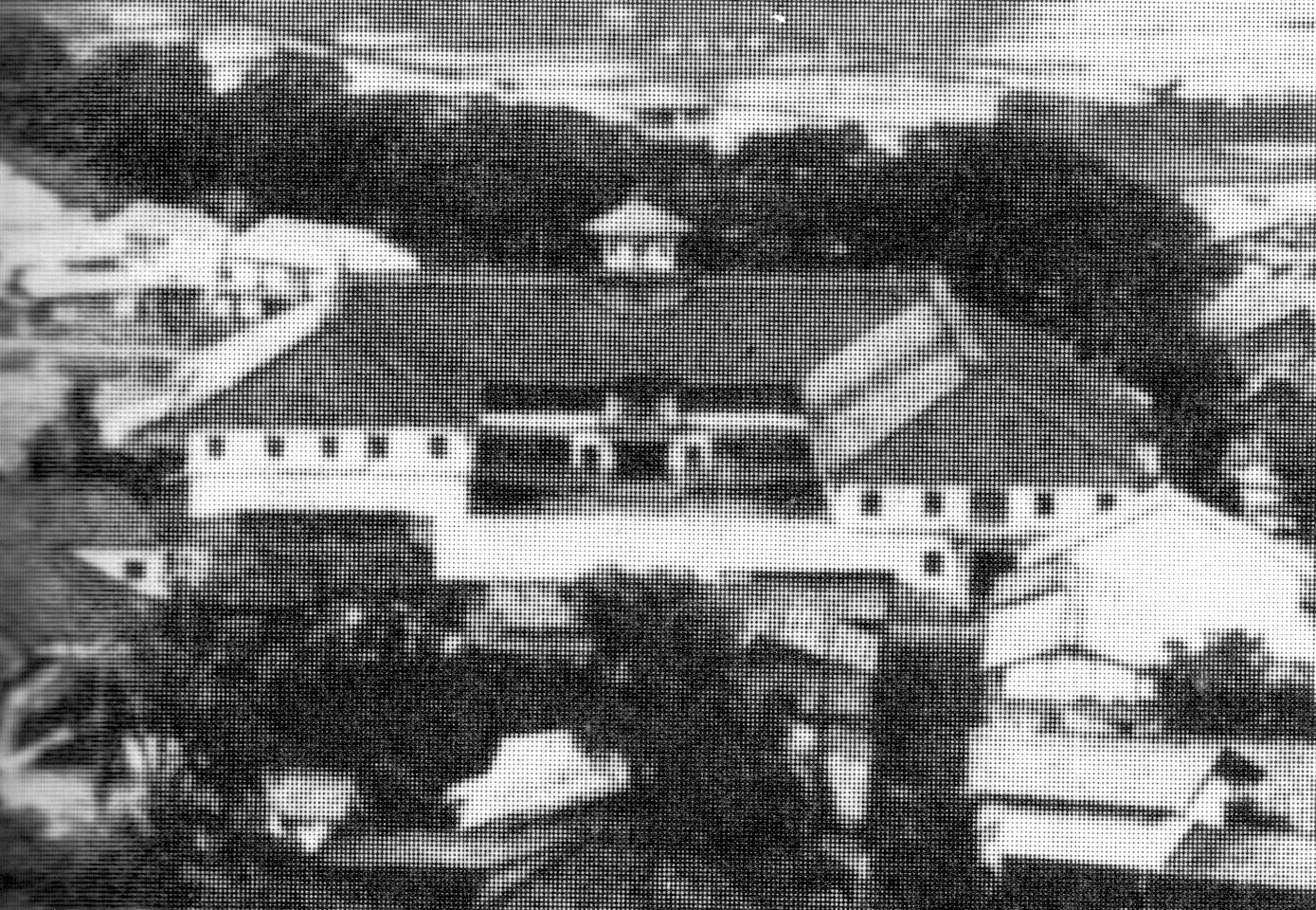
当時の諏訪高等小学校の校舎

1898年、上諏訪・四賀組合立諏訪高等小学校の教諭に着任すると、新進気鋭の青年教育者として、新教育を自ら実践していった。
登山遠足、野営活動、雪中行進、雪投げ合戦、氷上運動、さらに、長七の主唱で諏訪郡連合大運動会を開催するなど、前例のない学校活動を次々と打ち出していった。試験を廃止し、休憩時間は職員室を出て校庭に出て児童と運動した。同年の秋には、宮沢国穂、三村安治、守屋喜七と共に諏訪教育大会を開催。長七は「体育運動の奨励と活動主義の教育」との題目で論じ、従来の形式主義・厳粛主義の教育を排することを主張した。
こうした新教育の実践は、旧来の教育思想を持つ教育者と衝突を生んだ。長七は「主義方針等現任校長ト意見ヲ異ニシ為ニ往々其指揮命令ヲ遵守セス」とされ、1899年、下諏訪高等小学校に転任させられた。しかし、転任先でも、新教育を貫く長七と、旧来の教育思想を持つ校長とで衝突し、半年で岡谷高等小学校に転任させられた。ここでも教育思想が相いれず、次第に孤立していった長七は、辞職を余儀なくされた。
あまりにも革新的な教育と長七の言動が諏訪郡内に知れ渡り、諏訪郡内での受け入れ校は皆無であった。教師職を解任される危機であったが、群外の小諸小学校の伴野文太郎の助けを受け、1900年、小諸高等小学校に着任。教育界を追放される危機を脱した。
長七は、年度途中より校長職に就いた佐藤寅太郎の理解もあり、小諸高等小学校でも変わらずに新教育を次々と実践していった。当時の教え子には、小山邦太郎（後の陸軍政務官・小諸市長）らがおり、わずか1年間の教師生活ながら、その後の小諸時代の教え子との交流は「立志同級会」として長く続いた。1年間の小諸生活の後、長野師範学校の校長からの推薦を得て、念願の東京高等師範学校への進学を叶えた。長七は小諸を去るにあたって、3年間の信州での生活や雄大な自然への思い込め、「小諸を去る辞」を詠んでいる。

### 高等師範時代と現代教育観の脚光
1901年4月、長七は東京高等師範学校へ入学。1903年10月21日には、諏訪高等小学校時代の教え子であり、高島尋常小学校の教員であった塩原ふゆと結婚。また、同年には諏訪中学校の依頼を受けて、校歌「東に高き」を作詞している。1905年、師範学校の研究科を卒業するとすぐに同校の附属中学校の英語科助教諭(5年後に教諭昇格)に就任した。
1912年、東京朝日新聞の文化欄に、長七が黒風白雨楼のペンネームで、当時の教育界の様々な諸問題を鋭い視点で革新的に論じた「現代教育観」を全48回にわたって掲載。一教師であった長七の評論が掲載された背景には、長野師範学校の学友である太田水穂の推薦があった。「圧迫になやめる現代の中等教育」「女学校教育の価値」「画一教育の普及」「入学試験の悪影響」「軍事中心主義の弊」といった題目で、旧態依然の教育界の刷新を紙面で訴えた。この記事の掲載は、当時の教育界のみならず、各界で大きな話題を呼ぶことになり、伊藤長七が知られるきっかけとなった。

### 府立五中での型破りな教育の実践

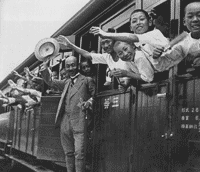
府立五中の生徒たちと伊藤長七

1919年に長七は、井上友一東京府知事や後藤新平、澤柳政太郎の推挙により、東京府立第五中学校（現・東京都立小石川中等教育学校）の初代校長に抜擢された。
理化学の時代の到来を予見していた長七は、理化学研究所に隣接していた立地を活かして、従来の官僚や軍人を養成するエリート校とは一線を画した、自然科学を主とする「科学者を輩出する学校」の理念を打ち出した。
「原理は後にして先ず事実」との方針から、府立五中には、当時としては異例の高度な設備を持った化学実験室が備えられ、授業の中心に実験が据えられる画期的な授業スタイルを実践した。当時の中学校では3年次から始まる物理・化学の授業を、府立五中では1年次より行い、独自に編纂された「物理化学」の教科書が用いられた。
長七が信州時代に実践した課外活動の数々は、府立五中で大いに開花した。授業では校外学習が重視され、校庭には観測所を設置し、本格的な天体観測や気象観測を行った。都会生活の少年に、農村生活を味わわることを目的とした「転地修養隊」は、信州の志賀村で実施され、当時としては斬新な行事であったため、東京朝日新聞が写真入りで大きく報じている。また、英語の授業においては全国の中学校で初めて、蓄音機を利用したリスニング教材を授業で使用した。標準服は、英国のイートン校などを意識して、詰襟服ではなく、背広とネクタイが選ばれ生徒を紳士として扱うとの方針が示された。
1921年には、第1回の創作展覧会（現・創作展）が開催された。長七は、生徒の1年間の成果を内外に発表する機会を設けたいと以前より考えており、創立より3年目での待望の実現であった。創作展示会では、生徒たちの電信機、汽船模型、絵画、写真、文集、彫刻、稲の変種、トウモロコシの遺伝、測量結果などが展示され、3000人以上の来場があった。

### 海外渡航と国際交流

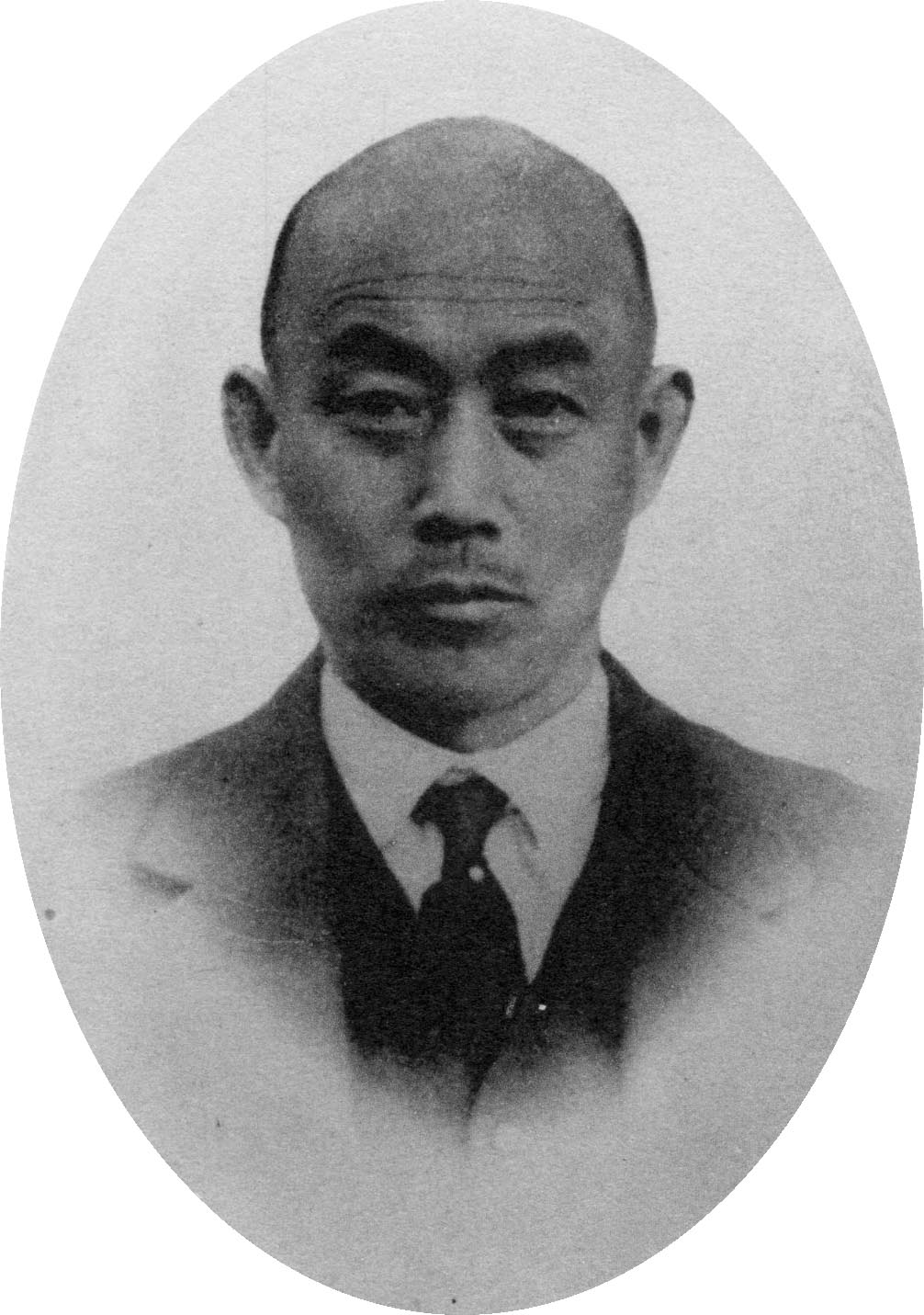
伊藤長七

長七は、府立五中の校長就任以後、海外渡航を多く実現し、そこで得た見聞を生徒たちに話しては、国際人としての重要性を説いていた。1921年に満州の奉天で開催された公聴会に出席し、日本統治下の朝鮮などを視察。さらに、翌月には、欧米の教育視察へ出発。ワシントン会議を傾聴し、アメリカのハーディング大統領との単独面会を実現。サンフランシスコ到着後はスタンフォード大学を視察している。ヨーロッパ渡航では、フランス、ドイツ、イタリア、スイスを歴訪。フランスでは、画家の小山敬三の結婚式に立ち会っている。ドイツでは、親交のあった斎藤茂吉に会い、ウィーンの女学校を案内してもらった。スイスでは、当時駐スイス公使館付駐在武官であった永田鉄山の世話になっている。この際、長七は、日本中の小中学生や高等女学校の生徒から1万通もの手紙を集めて、訪問した国々の各学校で配り、国際交流を図ろうとした。
1926年に台湾を視察。1927年にはカナダのトロントで開催される国際教育会議に出席。帰途には「船を間違えた」と称して、予定にはなかったブラジルを訪問。駐ブラジル大使の有吉明の案内を受ける。そして、イギリス、フランス、ドイツを経て、ソ連で開通したばかりのシベリア鉄道に乗って帰国した。

### 晩年
1929年6月3日、妻のふゆが死去。翌年の1930年4月19日6時35分、肺結核のため平塚市杏運堂病院で死去。享年53。
府立五中では、長七の死をうけて、4月23日に校庭で学校葬が行われた。葬儀は盛大に行われ、3000人を超える参列者がいた。墓地は、東京都豊島区の雑司ヶ谷霊園。

## エピソード

### 小諸を去る辞

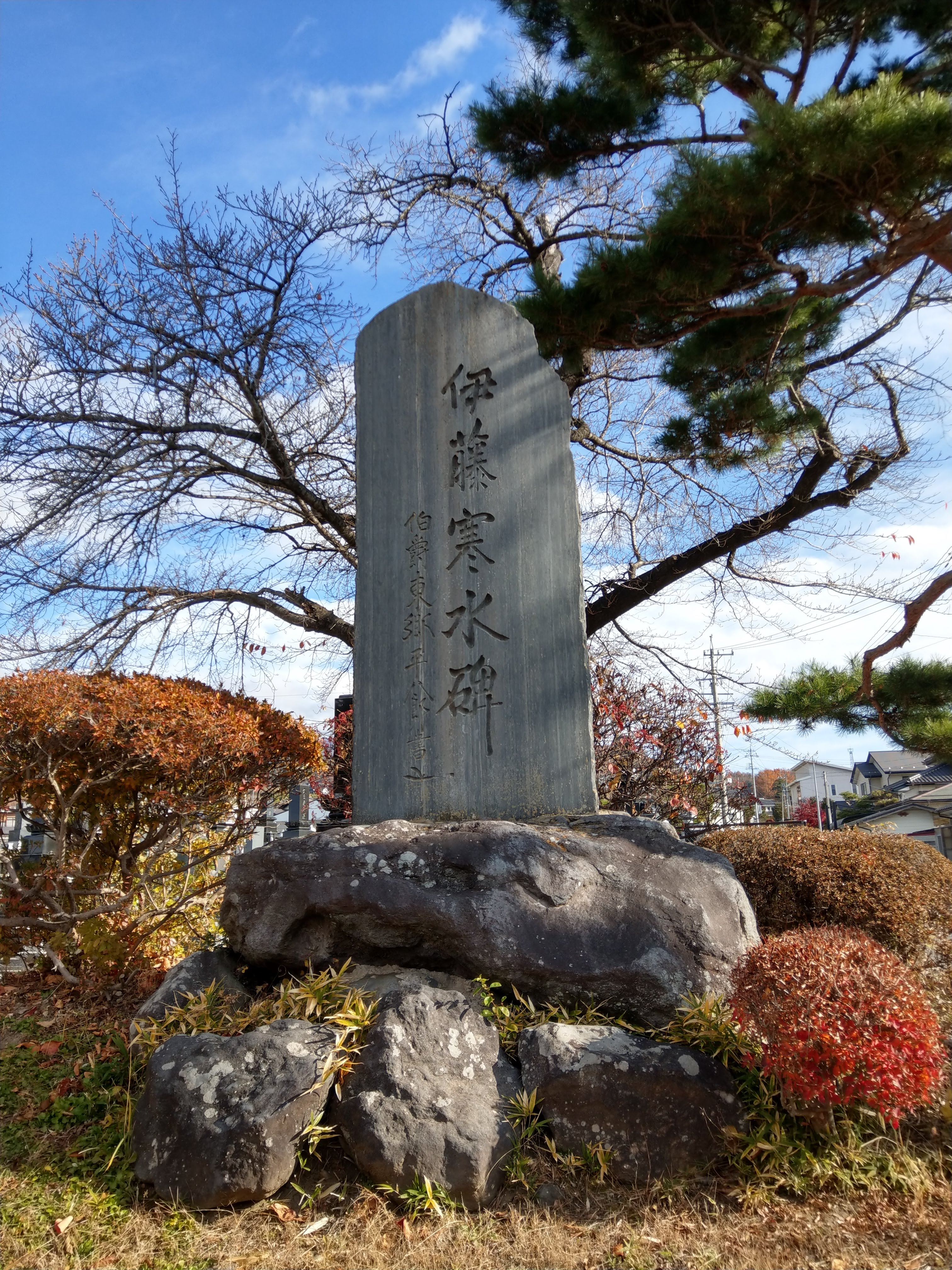
小諸善光寺大雄寺の境内に建てられている伊藤寒水碑

1901年に伊藤長七が、信州を去る際に詠んだもので、伊藤長七の傑作として名高い。小諸善光寺の境内に伊藤寒水碑があり、その背面にも一部が刻まれている。

### 立志・開拓・創作
伊藤長七が、府立五中時代に生徒たちに熱弁を振るっていたとされるのが、「立志・開拓・創作」の三校是であった。今日の小石川中等教育学校でも連綿と受け継がれており、「自ら志を立て、自分が進む道を自ら切り拓き、新しい文化を創り出す」という意味で解釈され、同校の建学の精神となっている。長七は入学式で、新入生に対して以下のように三校是を説明している。

## 作詞
- 東京都立小石川中等教育学校校歌
- 長野県諏訪清陵高等学校・附属中学校校歌（日本一長い校歌として有名）

## 交友関係
後藤新平
後藤新平は、伊藤長七を府立五中の初代校長に推した一人であり、二人のやり取りの書簡が残っている。後藤新平は、一般庶民への高等教育の普及の必要性を感じており、通俗大学会を結成していた。長七もこの考えに共感して、信濃木崎夏期大学の設立につながった。